# نجيب المستكاوي
نجيب المستكاوي (8 أبريل 1918 - 18 يوليو 1993) هو شيخ النقاد الرياضيين العرب ، وهو والد الناقد الرياضى الكبير حسن المستكاوي وابن عم المطرب الراحل فؤاد عبد المجيد.

## نشأتة
ولد محمد نجيب المستكاوي في يوم 8 أبريل 1918 بإحدى قرى محافظة الغربية وهي قرية الشين ثم تخرج من كلية الحقوق - جامعة القاهرة عام 1939 م

## الرياضة
بدأ المستكاوي حياته كلاعب كرة قدم في مدرسة طنطا وكان المستكاوي يعشق الرياضة فكان يمارس ألعاب القوى والمصارعة وحصل في ذلك الوقت على بطولة الجمهورية في العدو. ثم انتقل بعد ذلك إلى نادي الترسانة (مصر) عام 1935 م وظل المستكاوي في نادي الترسانة حتى عام 1939 م ولكن من الواضح أن نادي الترسانة لم يشبع طموحه فظل يمارس بعض الألعاب الأخرى إلى ان بدء رحلته الجديدة.
ظل يعمل ناقدا رياضيا بجريدة الأهرام و مجلة الأهرام الرياضي حتى توفى بالقاهرة يوم 18 يوليو 1993 .